# سمفونی شماره ۳ (سن-سانس)

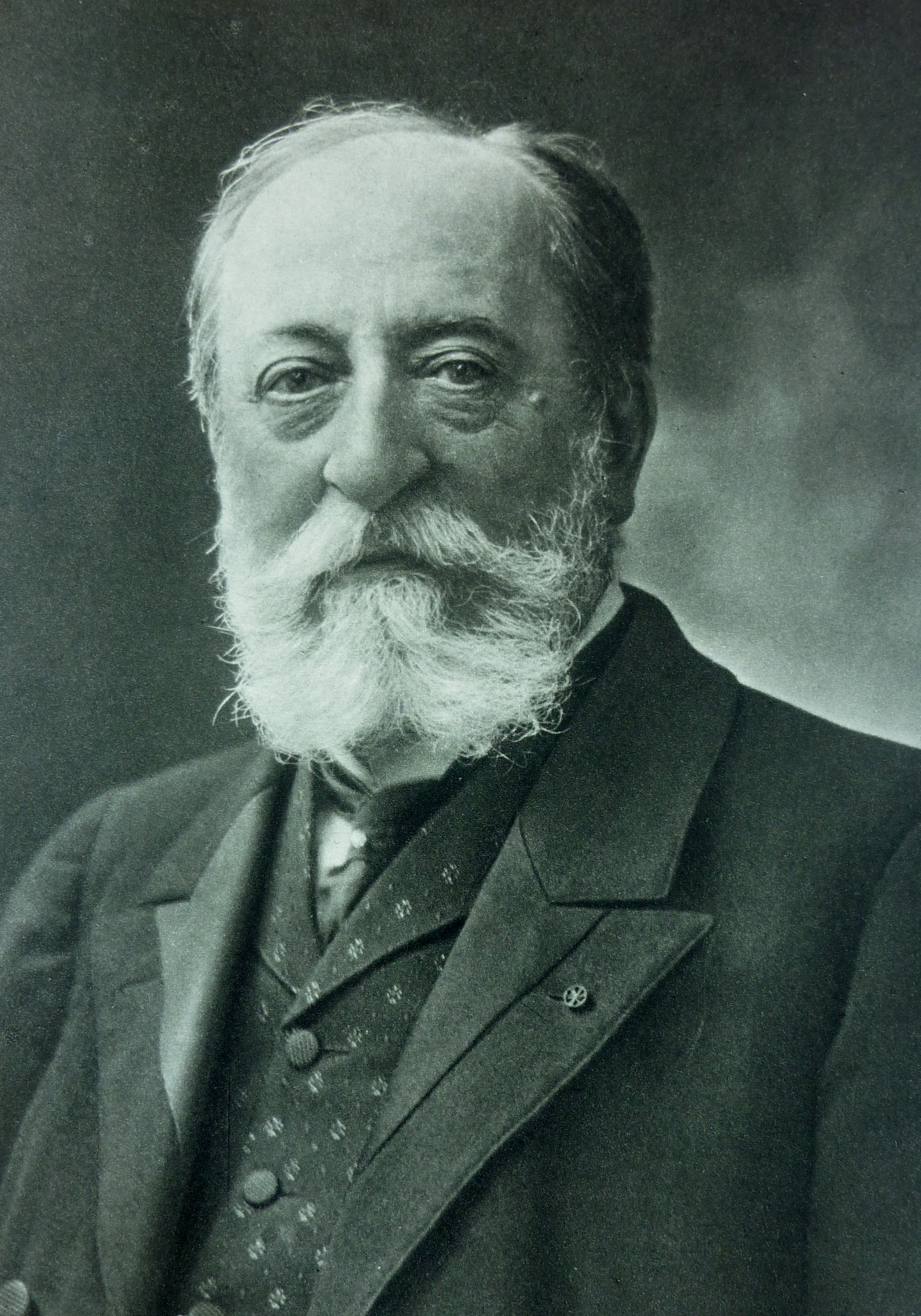
نگارهٔ سن-سانس، کارِ نادار

سمفونی شمارهٔ ۳ در دو مینور، اپوس ۷۸، سومین سمفونی کامی سن-سانس و از کارهای برجستهٔ او است که در سال ۱۸۸۶ میلادی کامل شد. این سمفونی با نام سمفونی ارگ هم شناخته می‌شود. اگرچه این سمفونی یک سمفونی ارگ دانسته نمی‌شود ولی این نام‌گذاری به‌دلیل نقش برجستهٔ ارگ در آن بوده‌است. خود آهنگساز این کار را به‌صورت سمفونی شمارهٔ ۳ «با ارگ» نوشته بوده‌است.
سن‌سانس دربارهٔ تصنیف این کار گفته‌است: «هرچه که قادر بودم را به آن دادم. هرگز دوباره به چیزی که دست یافته‌ام نایل نخواهم شد». به‌نظر می‌آید که آهنگساز می‌دانسته‌است که این آخرین ساخته‌اش در فرم سمفونی بوده‌است. او این کار را مانند تاریخچه‌ای از حرفه‌اش تصنیف کرده‌است.
سن‌سانس سمفونی شمارهٔ ۳ را به سفارش انجمن فیلارمونیک سلطنتی در انگلستان، تصنیف کرد. نخستین اجرای سمفونی نیز در ۱۹ مه ۱۸۸۶ در تالار سینت جیمز لندن انجام گرفت. پس از مرگ فرانتس لیست که از دوستان سن‌سانس بود، در ۳۱ ژوئیهٔ همان سال، او برای بزرگداشت یاد دوستش سمفونی را به او تقدیم کرد. نخستین اجرای سمفونی در وطن آهنگساز، در ژانویهٔ ۱۸۸۷ در پاریس انجام گرفت.

## ساختار
اگرچه به‌نظر می‌آید که سمفونی شمارهٔ ۳ از ساختار معمول چهار موومانی پیروی می‌کند، و اجراهای بسیاری آن را این‌گونه ضبط کرده‌اند، ولی این سمفونی در اصل به‌صورت دو موومانه ساخته شده بوده‌است. سن‌سانس در تحلیل خود از سمفونی توضیح می‌دهد که اگرچه این سمفونی در دو موومان تصنیف شده‌است، «سنت چهار موومان در آن حفظ گردیده‌است».
اجرای این سمفونی معمولاً در حدود ۳۵ دقیقه زمان می‌برد.
یکی از ویژگی‌های سمفونی شمارهٔ ۳، استفاده از سازهای کلیددار در آن است. در این سمفونی علاوه بر ارگ، پیانو برای دو دست و چهار دست نیز وجود دارد.

## سازبندی
سمفونی شمارهٔ ۳ برای ارکستری شامل ۳ فلوت (۱ فلوت پیکولو)، ۲ ابوا، کر آنگله، ۲ کلارینت، کلارینت باس، ۲ فاگوت، کنتر فاگوت، ۴ کر، ۳ ترومپت، ۳ ترومبون، توبا، تیمپانی، مثلث، سنج، درام باس، پیانو (۲ و چهار دست)، ارگ، و سازهای زهی، تصنیف شده‌است. دو موومان این سمفونی عبارتند از:
1. آداجو – آلگرو مدراتو – پوکو آداجو
2. آلگرو مدراتو – پرستو – مائستوزو – آلگرو